# ناوانتم پیلای
ناوانتم پیلای (به انگلیسی: Navanethem Pillay) حقوق‌دان اهل آفریقای جنوبی، کمیسر عالی حقوق بشر سازمان ملل متحد، قاضی سابق دیوان کیفری بین‌المللی و دیوان عالی آفریقای جنوبی است.
وی از فعالان جنبش برابری حقوق زنان و یکی از مؤسسان سازمان بین‌المللی دفاع از حقوق زنان به نام برابری الان (Equality Now) است.

## تولد و خانواده
ناوانتم پیلای در سال ۱۹۴۱ میلادی در بخشی فقیرنشین در شهر دوربان، آفریقای جنوبی و در خانواده‌ای تامیلی‌تبار متولد شد. پدر وی راننده اتوبوس بود.

## تحصیلات
ناوانتم پیلای، با گرفتن کمک‌های مالی از چند گروه خیریه محلی مهاجرین هندی موفق به ادامه تحصیل شد.
در سال ۱۹۶۳ میلادی، موفق به کسب مدرک کارشناسی در رشته هنر و در رشته حقوق در سال ۱۹۶۵ میلادی، از دانشگاه ناتال شد. وی سالها بعد برای ادامه تحصیل به شهر کمبریج، ماساچوست در ایالات متحده آمریکا مهاجرت کرد و در سال ۱۹۸۲ میلادی، موفق به کسب مدرک کارشناسی ارشد در رشته حقوق و در سال ۱۹۸۸ میلادی، موفق به کسب مدرک دکترای حقوق خود از دانشگاه هاروارد شد.

## فعالیت‌های حقوقی

### در زمان آپارتاید

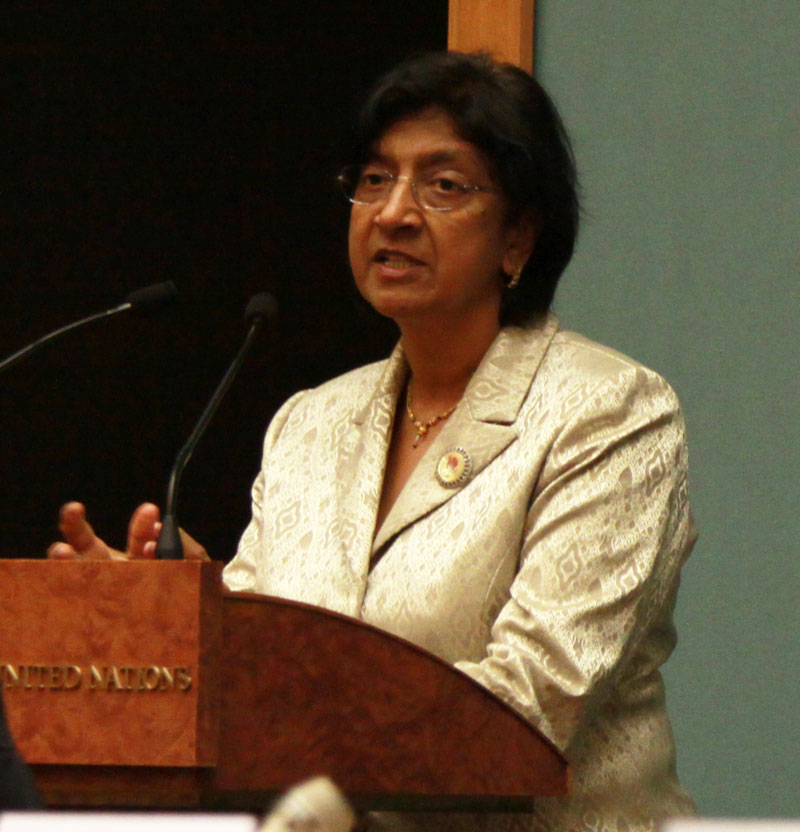
ناوی پیلای، کمیساریای عالی حقوق بشر سازمان ملل متحد

در سال ۱۹۶۷ میلادی، ناوانتم پیلای اولین زنی بود که دفتر امور حقوقی خود را در استان ناتال آفریقای جنوبی باز کرد. دلیل این کار، این بود که هیچ دفتر وکالتی، وی را برای کار به عنوان وکیل استخدام نمی‌کرد و دلیل این امتناع، رنگ پوست وی بود. وی در آن زمان به دلیل قوانین نژادپرستانه آپارتاید، به عنوان وکیل، حق ورود به دادگستری و دفاع از موکلانش در دادگاه را نداشت.
وی به مدت ۲۸ سال به وکالت در آفریقای جنوبی پرداخت. ناوانتم پیلای از فعالان جنبش ضد آپارتاید بود و نقش مهمی در افشای پرونده شکنجه و رفتار غیرانسانی رژیم آپارتاید آفریقای جنوبی در برخورد با زندانیان سیاسی و اجتماعی داشت. وی در سال ۱۹۷۳ میلادی، در یک دعوای حقوقی با رژیم آپارتاید، موفق شد تا حق داشتن وکیل توسط زندانیان سیاسی دربند در جزیره روبن، از جمله برای نلسون ماندلا را به دست آورد.

### پس از دوران آپارتاید
در سال ۱۹۹۵ میلادی و در حدود یک سال پس از به قدرت رسیدن ای‌ان‌سی در آفریقای جنوبی، نلسون ماندلا، ناوانتم پیلای را به عنوان اولین زن غیر سفیدپوست، برای عضویت در دیوان عالی آفریقای جنوبی که بالاترین مرجع حقوقی در آن کشور محسوب می‌شود، معرفی کرد. اما عضویت وی در دیوان عالی آفریقای جنوبی کوتاه بود، زیرا وی در همان سال از سوی مجمع عمومی سازمان ملل متحد ماموریت یافت تا به عنوان قاضی ارشد دیوان بین‌المللی کیفری، به دادگاه بین‌المللی کیفری برای رواندا رسیدگی کند. وی تا سال ۲۰۰۳ میلادی و به مدت ۸ سال، قاضی ارشد دیوان بین‌المللی کیفری بود.
در فوریه ۲۰۰۳ میلادی، ناوانتم پیلای به عنوان یکی از ۱۸ قاضی ارشد عضو هیئت عالی دیوان بین‌المللی کیفری انتخاب شد، اما در اوت ۲۰۰۸ میلادی، بنا بر پیشنهاد بان کی‌مون، دبیرکل سازمان ملل متحد، از مقامش استعفا داد و پس از تأیید مجمع عمومی سازمان ملل متحد به مدت ۴ سال از تاریخ ۱ سپتامبر ۲۰۰۸ میلادی، به عنوان کمیساریای عالی حقوق بشر سازمان ملل متحد انتخاب شد.

## نامه به دولت ایران
در پی تظاهرات اعتراضی روز دانشجوی سال ۱۳۸۸، خانم پیلای به عنوان ارشدترین مسئول سازمان ملل متحد در امور حقوق بشر از حکومت ایران خواست که به حق اعتراض مخالفان احترام بگذارد. او همچنین در خبرگزاری رویتر گفت: «سرکوب تظاهرات (در ایران) در حال تشدید است، و خیلی جدی تر شده است.»